# Gueules
Pour les articles homonymes, voir Gueule.
Le gueules est un émail héraldique de couleur rouge. En représentation monochrome, il est symbolisé par des hachures verticales, selon la méthode attribuée au jésuite héraldiste Silvester Petra Sancta, publiée en 1638. 
Le gueules est appelé gules en héraldique anglaise (au vocabulaire d'origine anglo-normande), et keel (soit « gorge ») en héraldique néerlandaise.

## Histoire
Cet émail a d'abord été appelé par les hérauts médiévaux vermillon, couleur de sang et d’écarlate, rouge. Parallèlement, la couleur rouge était désignée par sinople, mot originellement dérivé de la ville de Sinop (port de Paphlagonie), dont la terre de couleur rouge était employée dans les fresques (voir sinopia). La désignation de l'émail change de sens au milieu du XIVe siècle, et sinople ne désigne plus, depuis lors, que le vert. Durant le XIIe siècle et le XIIIe siècle, ce qui va devenir le gueules est l'émail le plus employé dans les armoiries. L'historien médiéviste Michel Pastoureau le recense dans 60 % des armoiries européennes.
L'utilisation du terme gueules apparaît dans les armoriaux du XIIIe siècle et devient générale au siècle suivant. Certains auteurs comme Jouffroy d'Eschavannes attribuent l'origine du terme à un mot d'origine persane, gul ou ghiul (گل), qui désigne un rose pâle. L'étymologie est douteuse et le rapprochement lointain, alors que le mot gueules était couramment utilisé dans le vocabulaire des teinturiers pour désigner la gorge de petits mustélidés (fouine, martre), et par extension, les fourrures faites à partir de celles-ci. Le mot est même utilisé dans le langage courant, témoin cette lettre de Bernard de Clairvaux à l'archevêque de Sens (Sur la conduite des évêques) parlant de « fourrures de gueules » dont se parent les évêques.
D'autres notent que, copiant l'usage romain de la toge prétexte, c'est la bordure, le collet (la gorge donc) des pelleteries qui est teinte en rouge au Moyen Âge. D'autres encore, voient dans ce mot la contraction du latin conchylium (« pourpre ») par retranchement de la syllabe chy[réf. nécessaire].
Le terme bellic, repéré par Pierre Palliot dans les rôles médiévaux et attribué par lui à la couleur rouge, est une fausse interprétation. L'expression bande de bellic signifie « en oblique » (ce qui est devenu la bande moderne), et le fait qu'elle soit très souvent de couleur rouge lui a fait croire qu'il s'agissait de sa couleur.

## Exemples d'utilisation
Voici deux exemples d'armoiries utilisant le gueules.

Maison de Narbonne.
Famille Alacoque.

## Symbolique et signification
Ce qui suit ne concerne en rien l'héraldique.
Selon la symbolique développée par l'écrivain Marc de Vulson de La Colombière,, le gueules est associé aux correspondances symboliques suivantes :
| Vertus théologales et cardinales | Justice, charité et amour ardent envers Dieu et son prochain. |
| Vertus mondaines                 | Vaillance, fureur, noblesse, hardiesse et magnanimité.        |
| Vices                            | Cruauté, colère, meurtre, carnage.                            |
| Complexions de l’homme           | Colérique.                                                    |
| Métaux                           | Cuivre, laiton ou airain dont on fait la mine rouge.          |
| Planète                          | Mars.                                                         |
| Pierres précieuses               | Rubis, pyrope, corail rouge.                                  |
| Signes du Zodiaque               | Bélier, Lion, Sagittaire.                                     |
| Élément                          | Feu.                                                          |
| Saison                           | Été, automne.                                                 |
| Mois                             | Mars, juin, juillet et, selon certains, octobre.              |
| Jours de la semaine              | Mardi, mercredi et samedi.                                    |
| Nombres                          | 3, 10.                                                        |
| Arbres                           | Cèdre.                                                        |
| Fleurs                           | Pivoine, œillet commun, rose rouge.                           |
| Oiseaux                          | Pélican.                                                      |
| Âge de l'homme                   | Virilité.                                                     |
| Obligations du porteur           | Secourir ceux que l’on voudrait oppresser par injustice.      |